# Lope III Ximénez de Urrea y de Bardaixi

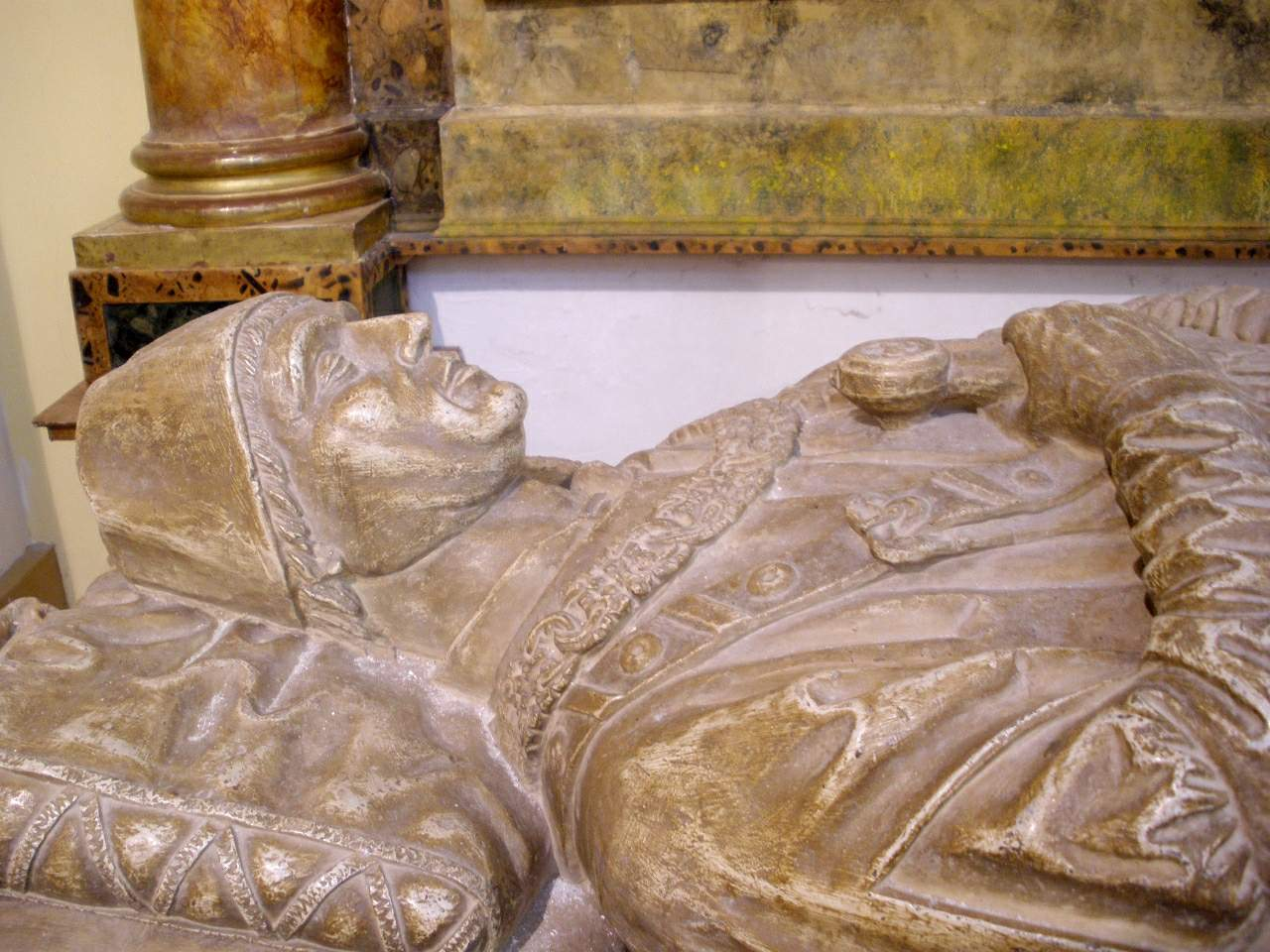
Burggraaf Lope III. Praalgraf in Epila, Aragon

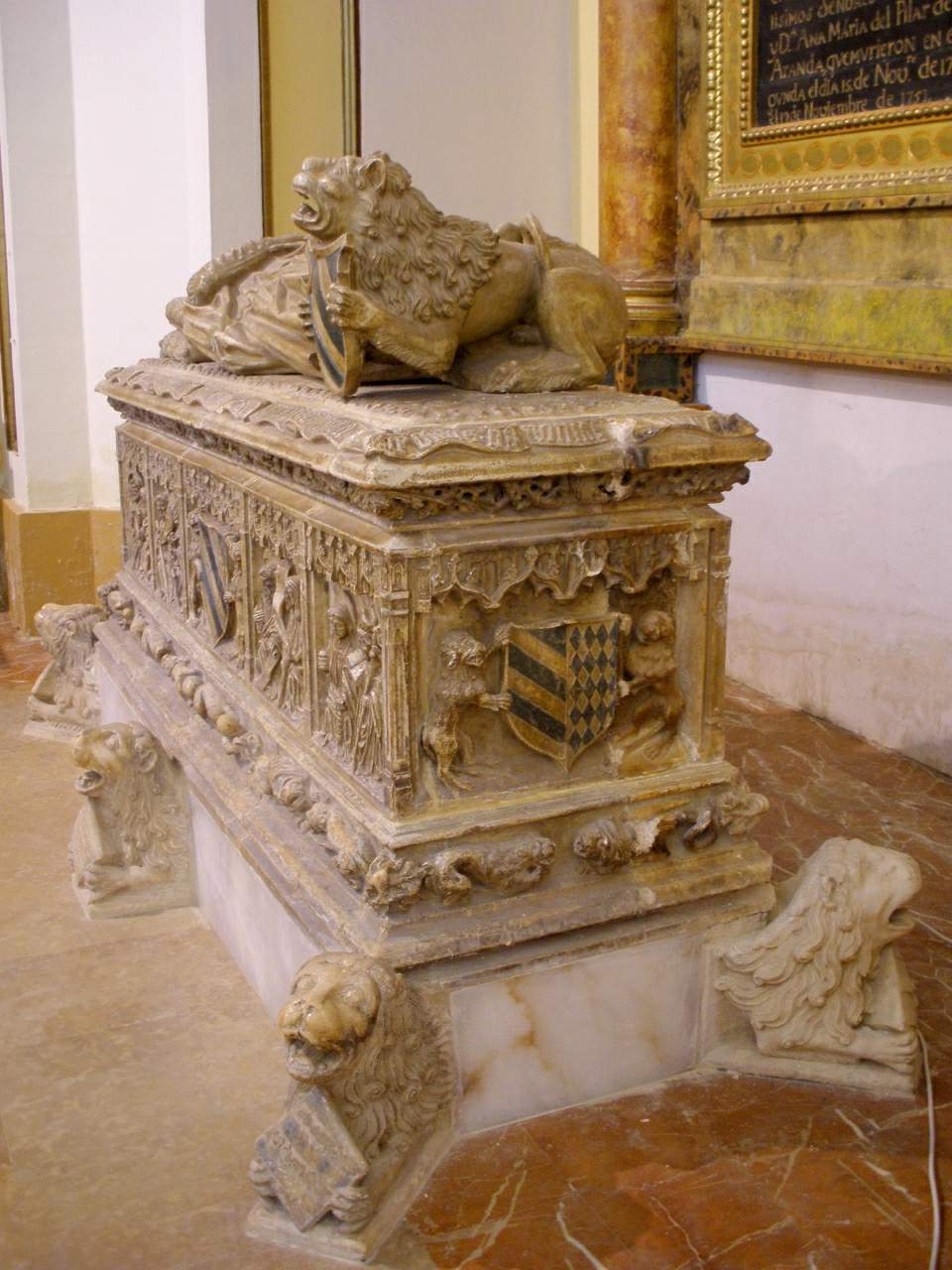

Lope III Ximénez de Urrea y de Bardaixi ( - 1475) was tweemaal onderkoning van Sicilië in dienst van de Kroon van Aragon. Hij bestuurde Sicilië van 1443 tot 1459 en van 1465 tot zijn dood in 1475.
Zijn andere titels waren burggraaf van Rueda de Jalón en heer van Mislata in het koninkrijk Aragon.

## Levensloop
De familie Ximenéz was een adellijke familie in Aragon die sinds het compromis van Caspe (1410) de kant gekozen had van de winnaar Ferdinand I van Aragon van het Huis Trastámara. Twee verwanten van Ximénez waren betrokken bij dit compromis namens Aragon: de juristen bisschop Domènec Ram en heer Berenguer de Bardaixí, verwant langs moederszijde.
Zoals zijn vader werd Ximénez kamerheer van koning Alfons V, bijgenaamd de Grootmoedige. Ximénez vocht met koning Alfons V in 1435 in Napels, doch de Aragonezen konden Napels niet veroveren. Omwille van successen elders voor Aragon werd Ximénez bekleed met baronieën. Hij zetelde in rechtbanken van Aragon, in de jaren 1441-1442; in deze periode was hij militair niet actief. 
In 1442 veroverde Alfons V alsnog het koninkrijk Napels op het Huis Anjou-Sicilië. Alfons V verleende datzelfde jaar 1442 aan Ximénez het ambt van onderkoning van Sicilië. 
Na de dood van Alfons V in 1458 werd Alfons’ broer Johan II koning van Aragon. Voor Ximénez begon een periode van schipperen tussen aanhangers van Johan II en diens zoon kroonprins Karel, prins van Viana. De sfeer tussen vader en zoon was al jaren verziekt en oorlogszuchtig. In de diverse landen van de Kroon van Aragon uitte zich dit. Onderkoning Ximénez van Sicilië had moeite om de beide fracties op Sicilië onder controle te houden en ruimde in 1459 de baan. Ximénez werd in Sicilië vervangen door Juan de Moncayo en nadien door Bernardo de Requesens. Ximénez pendelde tussen vader Johan II en zoon Karel en kon in 1460 een verzoening realiseren. Tezelfdertijd rustte hij een vloot uit om ten oorlog te trekken tegen de republiek Genua; Genua dreigde ermee Sardinië binnen te vallen. In 1465 herstelde koning Johan II van Aragon Ximénez in zijn ambt van onderkoning van Sicilië, op vraag van aartsbisschop Simone Beccadelli di Bologna. Ximénez werd bovendien ambassadeur voor Aragon op het Italiaanse vasteland: in de Pauselijke Staat, het koninkrijk Napels onder bestuur van de Aragonees Ferdinand I en in het hertogdom Milaan. Zijn diplomatieke inspanningen waren nodig want Johan II had de handen vol met de Catalaanse Burgeroorlog die prins Karel de Oorlog tegen Johan II noemde. Vanuit Sicilië stuurde Ximénez regelmatig geld en juwelen naar Johan II om de burgeroorlog te bekostigen.
In 1479 stierf Johan II en Ximénez steunde de nieuwe vorst Ferdinand II van Aragon, ook in dienst ambt van koning van Sicilië. Hij had Ferdinand II al voor het overlijden van Johan II steun betuigd, aangezien Johan II de Siciliaanse politiek meer en meer overliet aan zijn zoon Ferdinand II.
In 1470 trok Ximénez met een troepenmacht naar het naburige Aragonese koninkrijk Sardinië. Hij wilde er hulp bieden om de Kroon van Aragon te verdedigen tegen de rebel Alago. Hij moest evenwel meteen terugkeren naar Sicilië om een mogelijke aanval der Hafsiden vanuit Noord-Afrika af te slaan. Vier jaar later, in 1470, kon hij vrede met hen afkopen in Tunis.
Naar het einde van zijn leven had vicekoning Ximénez te maken met antisemitisch geweld op Sicilië. Zo waren er onder meer klachten over geluidsoverlast door de synagoge in Savoca. In 1474 vond de meest gewelddadige episode plaats: het gebeurde in Modica tijdens de processie van Maria Hemelvaart.
Ximénez huwde tweemaal: de eerste keer met Beatriz Ruiz de Liori, de tweede keer met Catalina de Centelles. Ximénez werd begraven in een praalgraf in Épila, nabij Zaragoza; het graf staat in de kerk Santa Maria la Mayor. In Zaragoza wordt hij aanzien als de stamvader van het graafschap Aranda de Moncayo.